# Saint-Lambert (Sainte-Marie-sur Semois)
Saint-Lambert est un lieu-dit situé dans le bois de Sainte-Marie à Sainte-Marie-sur-Semois, section de la commune belge d'Étalle dans la province de Luxembourg. Ce lieu-dit est utilisé par le gestionnaire de l'infrastructure ferroviaire belge (Infrabel) pour désigner la jonction entre deux lignes de chemin de fer, la ligne 155 (Infrabel) et la ligne 289 (Infrabel), par la dénomination "Bifurcation Saint-Lambert".